# Ouzbékistan aux Jeux olympiques d'été de 2004
L'Ouzbékistan participe aux Jeux olympiques d'été de 2004 à Athènes. Il s'agit de sa 3e participation aux Jeux d'été. La délégation est composée de 70 athlètes engagés dans 13 sports différents.